# ドイツ電気音響機械装置会社
ドイツ電気音響機械装置会社（ドイツでんきおんきょうきかいそうちがいしゃ、Gesellschaft für elektroakustische und mechanische Apparate mbH、GEMA）は、かつて存在したドイツの軍需企業。第二次世界大戦末期に解散するまで、軍用電子システムの主要メーカーだった。
ドイツ海軍のために最初のソナーとレーダー装置を開発し供給した。

## 設立の経緯
GEMAは1934年1月16日、2人のエンジニア仲間、パウル＝ギュンター・エルブスレー（Paul-Günther Erbslöh、1905-2002年）とハンス＝カール・フォン・ヴィリーゼン（1906-1966年）によって設立された。会社は当初、ベルリン- オーバーシェーネヴァイデのガウ通り2番地にあった。同社は、キールにある帝国海兵隊の通信研究部門の責任者であった物理学者ルドルフ・キュンホルトの勧めで設立された。

### ソナーの開発
エルブスレーとフォン・ヴィリーゼンは、1932年から物理学者を支援し、トノグラフィー社を設立して、水中音を反射させて船舶の位置を特定する彼のアイデア（今日のソナー）の実現に成功した。電波を反射させて船の位置を特定するというキュンホルトのアイデアに、有名な電気技術会社がほとんど関心を示さなかったため、キュンホルトはトノグラフ社にこの開発を依頼し、当時実現可能だったHF電波の送信出力が低かったにもかかわらず、デシメートル波の技術的実現可能性を実証した。

### 新会社の設立
それまでドイツ海軍総司令部からの開発命令はなかったため、エルブスレーとフォン・ヴィリーゼンは、経済的に健全なトノグラフ社にビジネス上のリスクを負わせないために、この新分野の活動のために新会社GEMAを設立することにした。

## レーダーの開発
1935年9月26日、GEMAはドイツ海軍総司令部に波長50cmの電波を使った最初の実用的な無線測定器を提出し、さらなる装置の開発と製造の基礎を築いた。オーバーシェーネヴァイデの敷地が十分でなくなったため、1937年9月にベルリン-ケーペニックのDeutsche Linolwerke AGの使われなくなったリノリウム工場（Wendenschloßstraße 154-158）を購入し、1938年にそこに本社を移転した。
第二次世界大戦中、レーダー技術は極めて重要なものとなっていた。2004年のZDFの映画『Duell im Dunkeln（暗闇の決闘）』は、レーダーの発明をめぐる劇的な競争と、ドイツ側の技術者エルブスレーとフォン・ヴィリーゼン、イギリス側のスコットランド人物理学者ロバート・ワトソン＝ワットの競争の魅惑的な物語を描いている。GEMAが開発した「ゼータクト」、「フライヤ」、「マンムート」レーダーシステムは伝説となった。GEMAの「ヴァッサーマン」装置は、4つのフレイヤ装置の相互接続で構成されており、高度6キロメートルで190キロメートルの距離にある航空機を探知することができた。

## 占領・接収・解散
1945年当時、まだ6000人近い従業員を抱えていたGEMAは、戦後、占領軍によって接収され解散させられた。その後、工場の建物はフンクヴェルク・ケーペニックの製品生産工場として使用された。

## 製品
GEMA が開発・製造した製品には次のようなものがある：
- エールストリング敵味方識別装置
- ゼータクト
- フライヤ
- マンムート
- ヴァッサーマン

## 主要な社員
- テオドール・シュルテス（ドイツ語版、英語版）：高周波研究室長
- ヴァルター・ブラント（Walter Brandt）：低周波研究所所長
- ハンス・エーリッヒ・ホルマン（ドイツ語版、英語版）：物理学者、エンジニアで、レーダー技術の分野で重要な開発をおこなった。
- ハインツ・フォン・フェルスター（ドイツ語版、英語版）：物理学者、サイバネティシスト